# Luigi Pistilli
Luigi Pistilli, född 19 juli 1929 i Grosseto, Toscana, död 21 april 1996 i Milano, Lombardiet, var en italiensk skådespelare.

## Roller i urval
- 1965 – För några få dollar mer
- 1966 – Den gode, den onde, den fule
- 1967 – En röst i mörkret
- 1967 – Hämndens timme
- 1967 – Jagad av maffian
- 1968 – Den tyste hämnaren
- 1972 – Kaliber 9
- 1976 – Utsökta lik
- 1977 – Antonio Gramsci: i giorni del carcere
- 1990 – Bläckfisken (TV-serie)